# Ammophila pseudoheydeni
Ammophila pseudoheydeni es una especie de avispa del género Ammophila, familia Sphecidae.

## Taxonomía
Fue descrito por primera vez en 2000 por Li y He.